# カップケーキ
カップケーキ（英：cupcake、イギリス英語: fairy cake、アイルランド英語:buno、オーストラリア英語: fairy cake, patty cake）は、薄い紙やアルミ箔のカップに生地を流し込んで焼いた、一人分の大きさほどの小さなケーキである。これより大きいサイズのものと同様に、アイシングやキャンディーなどを用いたケーキデコレーションで飾られることもある。ちなみにパンケーキをカップに入れたものはカップケーキではなくカップINパンケーキ（和製英語）である。

## 歴史
カップケーキに関する初めての記述は、アメリア・シモンズによって執筆された American Cookery という本において「小さなカップで焼かれたケーキ "a cake to be baked in small cups"」のレシピが記載された1796年まで遡る。また、カップケーキ（cup cake）という言葉の記載が初めて確認できる書物は、1828年に出版された イライザ・レスリーによる Seventy-five Receipts for Pastry, Cakes, and Sweetmeatsというレシピ本であるとされる。

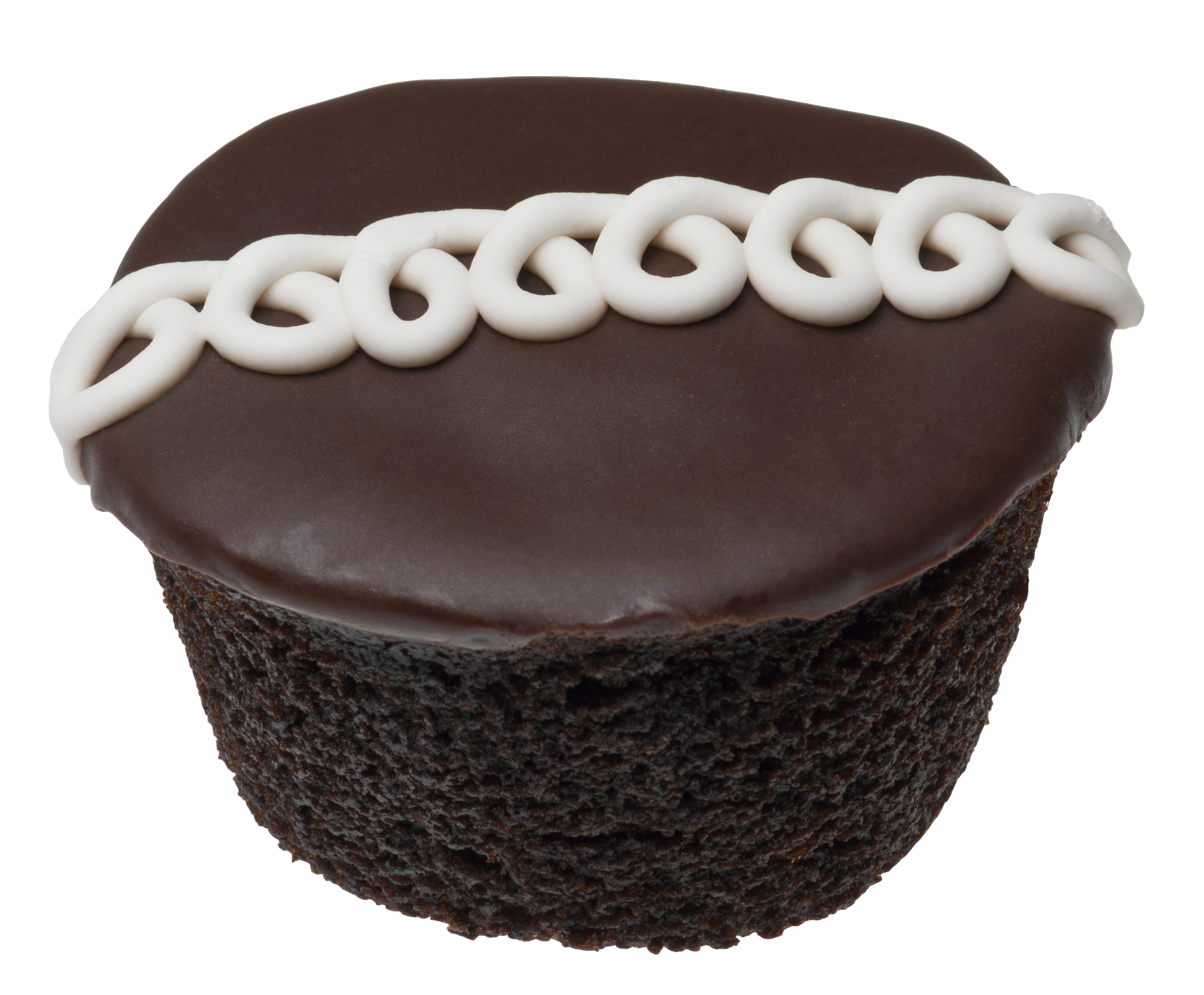
スナックケーキのようなタイプのカップケーキに見えるホステスケーキの写真

ただしこの名称が使われ始めた19世紀前期には、「カップケーキ（“cupcake” や “cup cake”）」は異なる二つのものを指していた。そのうちの一つは今日とほぼ同様のもので、マフィン焼き器が広く手に入るようになる前までは、これらのケーキは陶製のカップやラメキンその他のカップ型の容器を使って個々に焼かれることが多かったため、その容器からカップケーキと名づけられた。この用法は後まで残り、現在ではティーカップ程の大きさのケーキであればどんなものでもカップケーキ “cupcake” と呼ばれている。なおイギリスのフェアリーケーキ（fairy cake）と呼ばれるものは、アメリカのカップケーキよりも大きさに幅があるが、伝統的にはより小さく、手の込んだアイシングが施されることも稀である。
もう一つの「カップケーキ」は、材料の重さを量るかわりに、基準となるサイズのカップを用いて材料の容量を量って作るケーキを指していた。計量カップで量った材料を用いたレシピでもカップ型の中で焼かれることはあったが、これらはむしろブリキ缶を用いて層状に焼かれたり塊として焼かれることの方がより一般的であった。後に家庭の台所でも容量を量る方法が広く根付くようになると、このレシピは1カップ（1カップ＝8oz＝240ml）のバター、2カップの砂糖、3カップの小麦粉、4個の卵の4つの材料から作られることから、1234 cakes や quarter cakes の名で知られるようになった。これらはプレーンな黄色のケーキで、パウンドケーキに比べて半分程度のバターや卵しか使わないため、よりあっさりしていて幾分か安価なものとなる。この場合の「カップケーキ」は「パウンドケーキ」と同じく作り方による大まかな分類を表す名称であり、カップケーキであれば容量を、パウンドケーキであれば重量を量るといった作り方を作り手に対して示していた。

## カップケーキの作り方

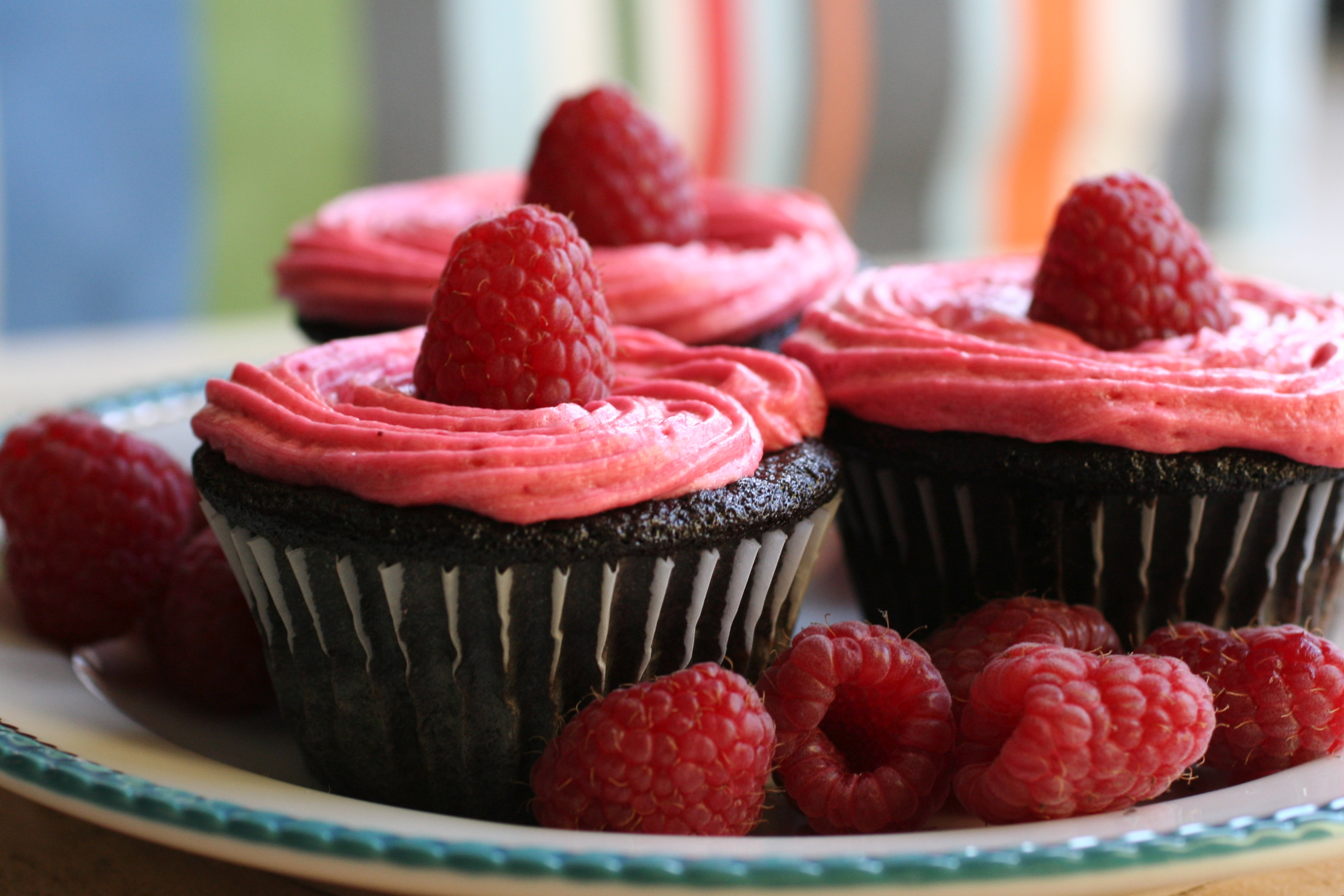
ラズベリーのバタークリームやアイシングがかけられたチョコレートのカップケーキの写真

一般的なカップケーキはバター、砂糖、卵、小麦粉といった通常サイズのケーキと同じ材料を用いる。レイヤーケーキに適したどのような作り方でもカップケーキを焼くことができる。カップケーキに用いられる生地にはレーズンやベリー、ナッツ、チョコチップといったものが混ぜられて、味付けされていることがある。
カップケーキの小ささは熱伝導の観点において優れており、普通のレイヤーケーキよりもとても早く焼くことができる。
カップケーキはフロスティングやその他ケーキデコレーションが施されていることがある。また、カップケーキの内部がフロスティングや果実、クリームで満たされていることもある。中身の入ったカップケーキを少ない数だけ作る職人は、スプーンやナイフで上をすくって穴をあけることで作っていた。また、クリームの絞り袋を中に差し込んで作るといった方法もある。店舗で作る場合には、中身は注射器を用いて注入することもある。丁寧にデコレーションされたカップケーキは特別な時に作られる。

### 種類

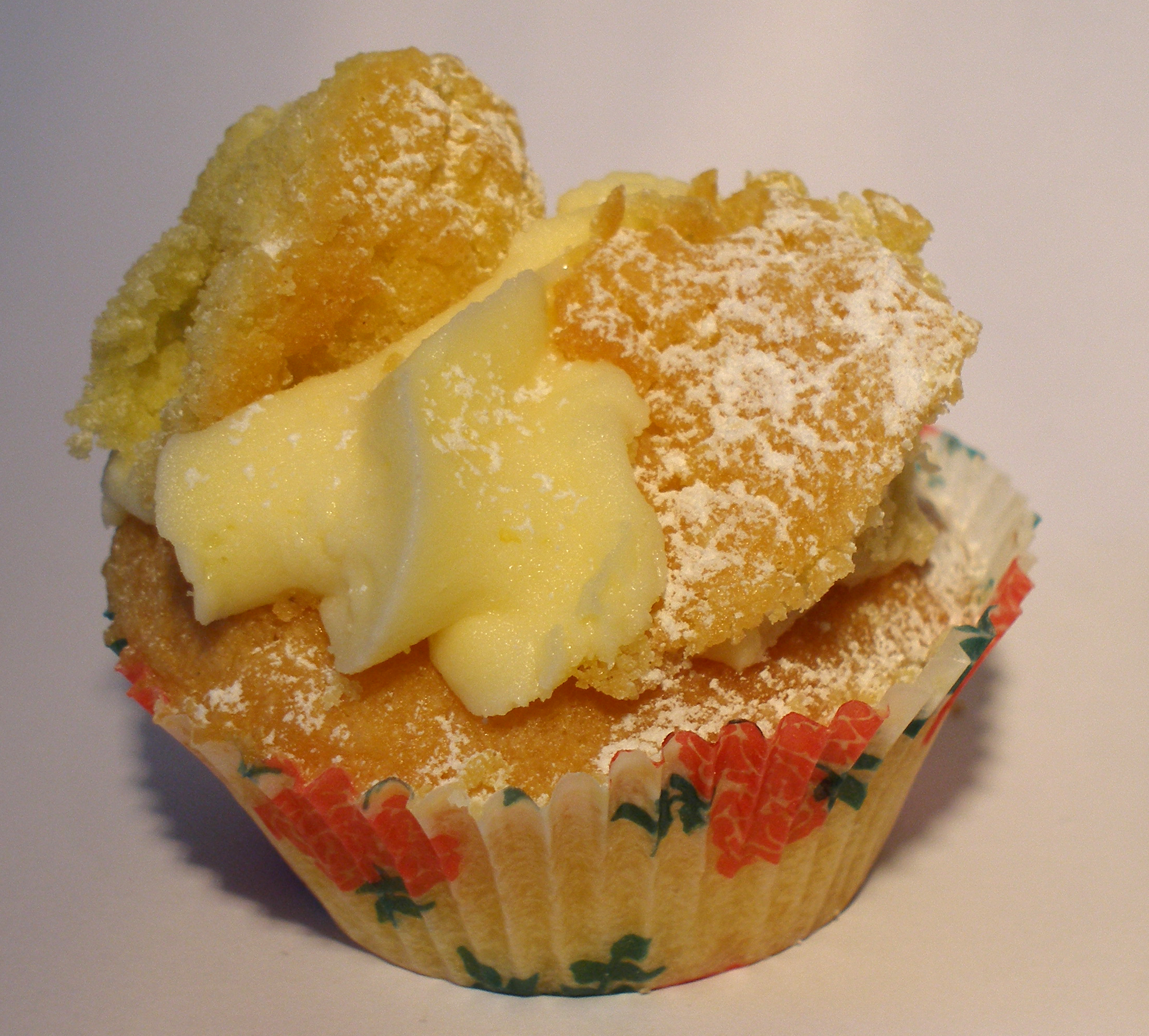
バタフライケーキ

- “ケーキインマグ”は、インターネットサイトやメーリングリストで有名になったカップケーキの一種である。マグカップを容器として用いて電子レンジで作る調理法は、準備に5分もかからないこともある。
- “バタフライケーキ”もカップケーキの一種であり、[7][8][9][10]妖精の羽のようなものがあることから、“フェアリーケーキ”とも呼ばれる。[11]これはどのような味のケーキをもとにして作ることができる。カップケーキの上の部分をスプーンで切りおとし、あるいは彫り込みを入れて、二つのかけらを切り出す。そしてバタークリームやホイップクリーム、ジャムなどの甘いものをカップケーキの上の部分に乗せ、二つのかけらを蝶の羽に見えるようにクリームに飾り付ける。また、アイシングを使って羽の部分にさまざまな模様を描くこともある。
- 精緻なアイシングでデコレーションされたカップケーキは、ベビーシャワーや卒業式、また祭日といった特別な機会の際に作られる。[12]
- ケーキボール（英語版）もカップケーキの一種であり、トリュフチョコレートのような丸い形をし、チョコレートでおおわれている。[13]  球状に焼かれるというよりは、むしろアイシングと混ぜられたクランブルドケーキとして形作られている。
- “グルメカップケーキ”(gourmet cupcake)は最近のカップケーキの一種である。このケーキは大きく、詰めものをしたカップケーキ、ティラミスやカプチーノといった多種多様な味の種類に基づいている。近年、都市部にこのケーキしか売らない店が増えてきている。[14]
- 複数のカップケーキを一つの皿に乗せるという手法もある。ひとつの皿に一個ずつケーキをのせるのではなく、花かごやカメのようなもっと大きな模様を作るため、通常サイズのカップケーキをパターンに並べてフロスティングする職人もいる。[15]

## 焼き器とライナー
カップケーキは最初、重たい陶器のカップで焼かれていた。今でもラメキンや小さいマグカップ、大きなティーカップ、またその他オーブンにかけることのできるタイプの陶器の皿をカップケーキを焼くのに使っている職人もいる。

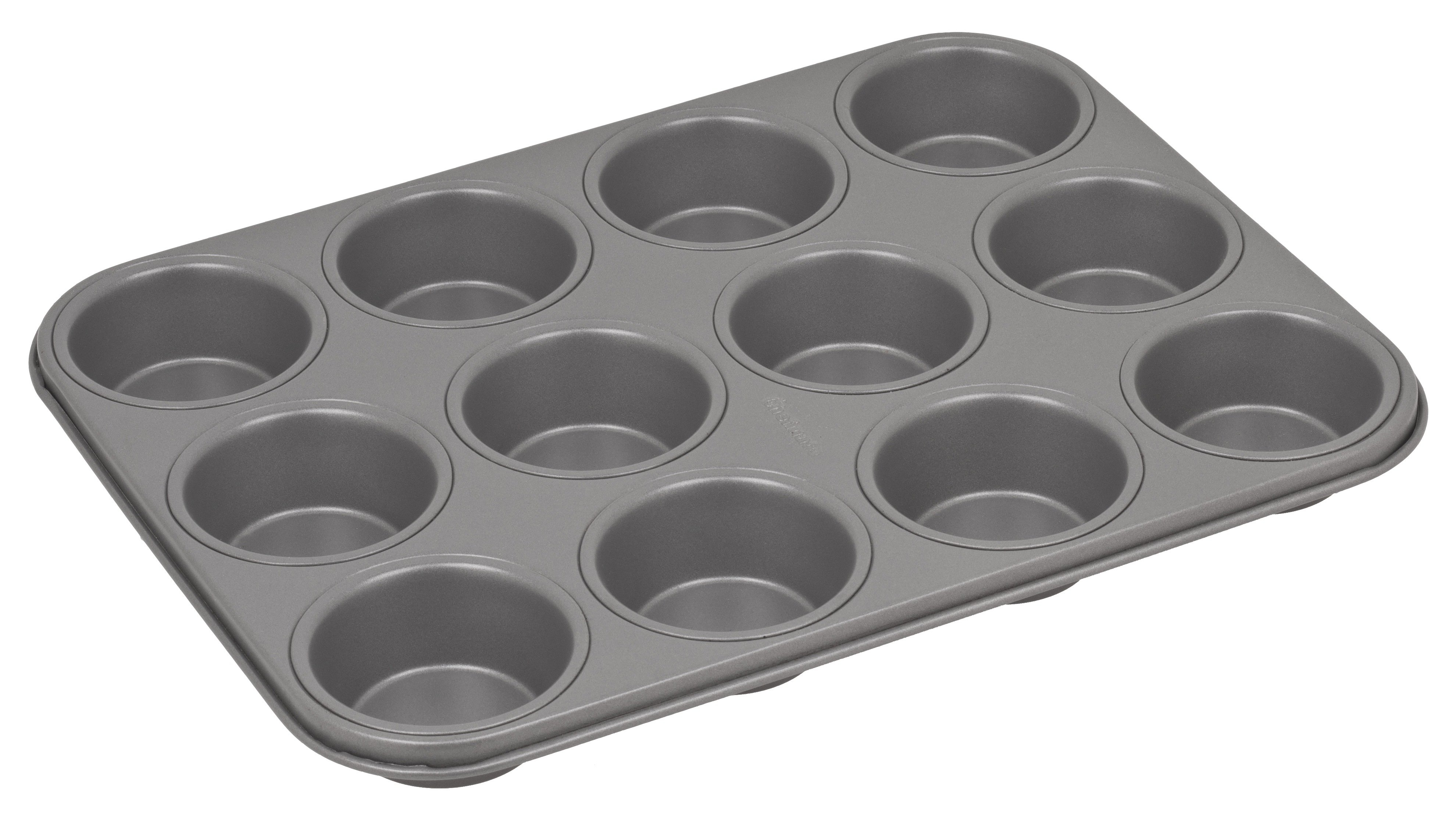
鉄製のカップケーキ焼き機

カップケーキは普通は、マフィン焼き器で焼かれる。これはたいてい金属製で、6個あるいは12個のくぼみか「カップ」がついており、ノンスティックと呼ばれるこびりつき防止のためのフッ素樹脂のコーティングが施されているものもある。金属以外では炻器やシリコン等の他の材質で作られていることもある。小さいものや多いものもあるが、一般的なカップのサイズは直径3インチ (76 mm)で、重さは 4オンス (110 g)程度である。特殊な焼き器には様々な大きさや形が存在する。

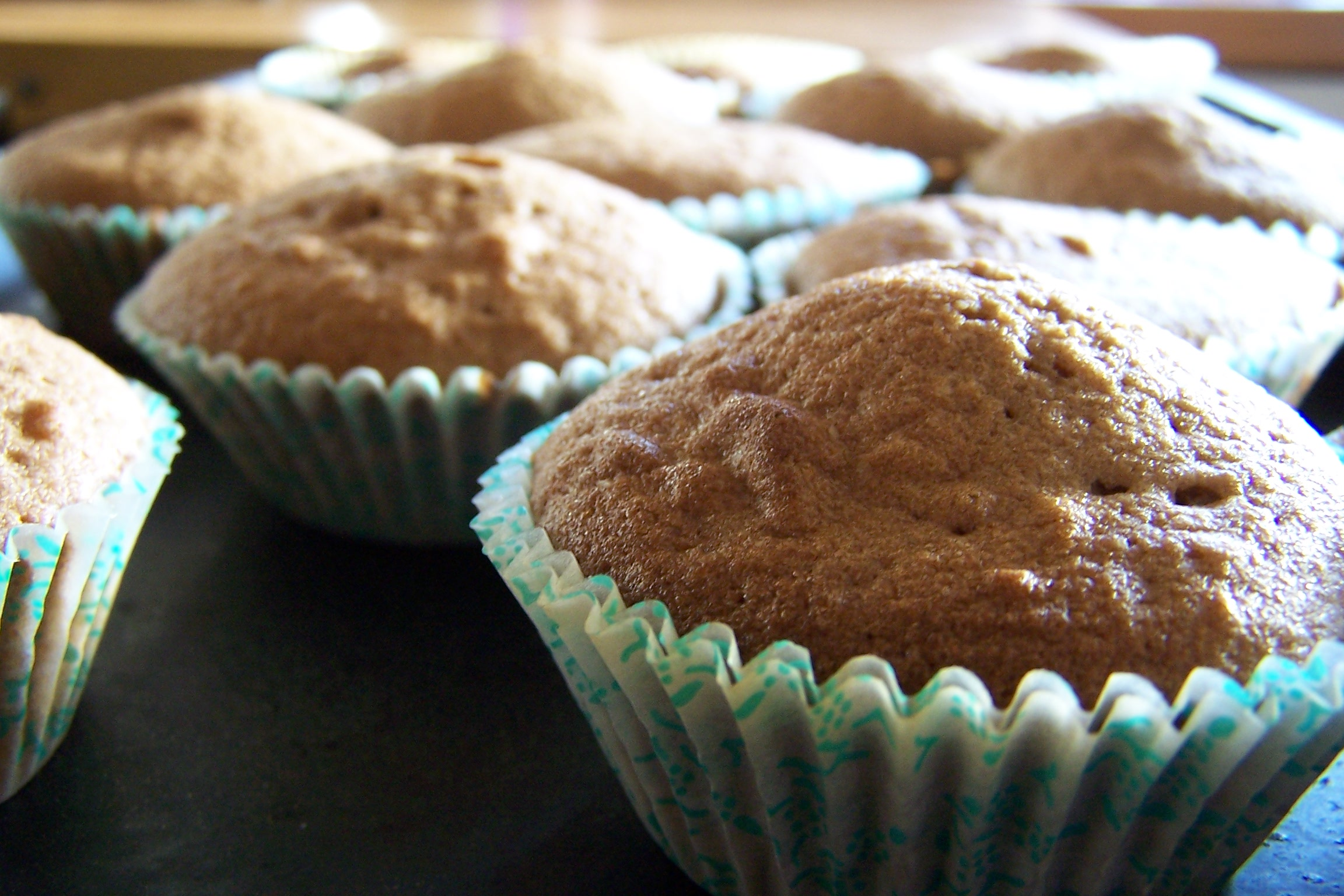
アイシングやデコレーションのされていないカップケーキ。これらは数枚のカップケーキライナーを重ねた容器で焼かれており、ベーキングシートの上で焼かれている。

カップケーキを焼きあげる時には、パティーケースやライナーと呼ばれる紙のカップが使われる。これらの容器は円形の薄い紙をプレスして溝をつけたカップ状にしていることが多い。ライナーは焼き器からカップケーキを取り出すのを容易にし、カップケーキを湿った状態に保つだけでなく、焼き器を洗う労力を減らすことができる。ライナーを使うことによって、カップケーキを手渡しする場合でも衛生を保つことができる。カップケーキ焼き器と同じようにライナーにもさまざまなサイズがあり、小さいものから巨大なものまで存在する。
ライナーは紙のものに加え、アルミ箔のものや、ラバーで作られた何度も使えるタイプもある。これらのライナーは支えを使わなくても平らなベーキングシートの上に立てることができるため、マフィン焼き器を持たない人たちの間での使用が広まった。大きな紙のライナーには溝がついておらず、分厚い紙で作られており、強度をつけるために上端を丸めていることがある。そのため焼き機に入れなくても立てることができる。また、薄い紙のカップを2、3枚重ね、アルミ箔のカップと同じような強度にして使う人もいる。
「ペーパーケースともいわれるライナーは様々なサイズがある。国によって普通とされているサイズも多少異なる。小型のカップとして一般的なサイズは底面の直径は27 - 30ミリメートル (1.1 - 1.2 in)で高さが20ミリメートル (0.79 in)である。一般的なサイズだと底面の直径は45 - 53ミリメートル (1.8 - 2.1 in)で高さが30 - 35ミリメートル (1.2 - 1.4 in)となる。オーストラリアやスウェーデンでは、アメリカやイギリスに比べてより上面の直径が大きいペーパーカップを使用している。

## カップケーキの店
21世紀前半、ほとんどカップケーキしか売らない店の人気がアメリカで高まり、このケーキにノスタルジアが呼び起されるものであった。ニューヨークでは、テレビドラマ『セックス・アンド・ザ・シティ』で取り上げられたカップケーキ専門店のマグノリアベーカリーの知名度が上がり、イギリスではマグノリアベーカリーの影響を受けたケーキ店が現れた。
アメリカで最も大きい上場企業であるカップケーキのチェーン店のクラムズベークショップは2011年に株価が最高値をつけた。食料品店や地元の家族経営の店との競争の結果、売り上げが減り2013年の見通しの悪化や株価の暴落につながった。
ジョージタウンカップケーキはワシントンD.C.で初めて開業したカップケーキの店である。2010年にザ・ラーニング・チャンネルが制作したDC Cupcakesというカップケーキに関する6話構成のリアリティ番組において、店主であるソフィー・ラモンターニュとキャサリン・キャリニーを紹介したことで、広く知られるようになった。
カルフォルニアのビバリーヒルズに店を構えるスプリンクルズカップケーキはフード・ネットワークのCupcake Warsという番組において紹介されたキャンディス・ネルソンがオーナーである。また、彼女の夫がチャールズ・ネルソンである。スプリンクルズカップケーキは350個のカップケーキを一度に保存できる自動販売機のようなものである「カップケーキATM」を初めて導入した。

## イベントにおけるカップケーキの使用
カップケーキはイベントやテーマを祝ったり、華やかにしたりするのに用いることがある。

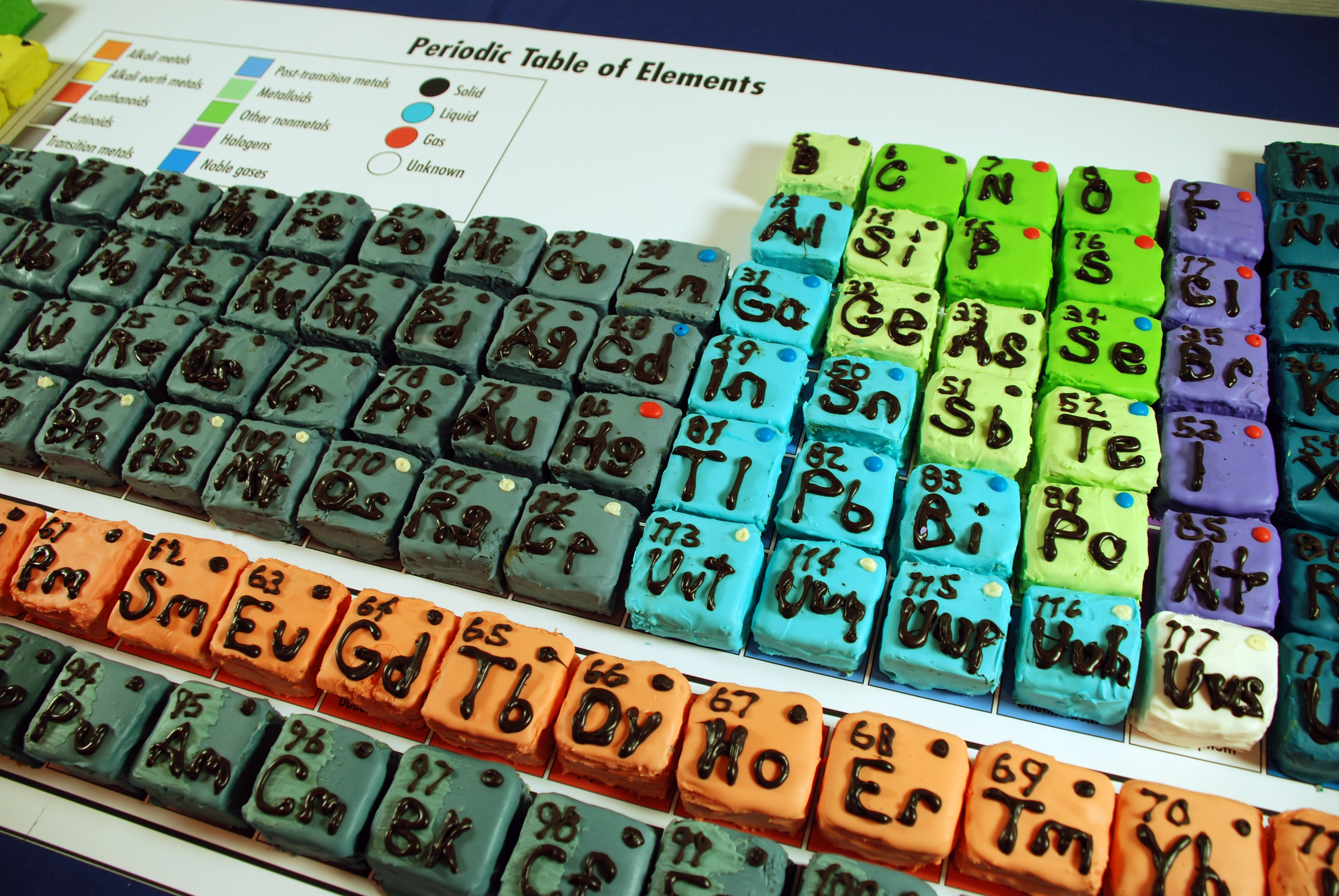
カップケーキで作られた周期表の写真

- カップケーキで作られた周期表は、元素記号の周期表を表現するためにデコレーションされたカップケーキを配置したものである。カップケーキには味付けや着色がされ、元素記号や元素番号をアイシングで書くこともある。[23]カップケーキを色づけして焼き、アイシングで文字を書くことで元素記号の周期表を表す手法は、1907年にイダ・フロイントによって初めて行われた。イダ・フロイントはイギリスで初めて女性で大学で化学を教える講師の職についた女性である。彼女はケンブリッジ大学において、女性の学生を惹きつけるために、カップケーキを教育的な道具としてもちいていた。[24]彼女の考えに基づいて、カップケーキで周期表を作ることは、広く化学を楽しんでもらうために、学校での手作りパン菓子の即売会や、イベント等で用いられる手段として人気となった。

- インポスターカップケーキ（「詐欺師のカップケーキ」の意）は普通のカップケーキを焼いた後、カップケーキとは違うものに見えるようにデコレーションしたカップケーキである。インポスターカップケーキはスパゲッティやミートボール、寿司、トウモロコシ、タコス、ベーグル、鶏肉、ワッフルといったものに見えるように作られる。 [要出典]